# Alexis Ruano Delgado
Alexis Ruano Delgado, conosciuto semplicemente come Alexis (Malaga, 4 agosto 1985), è un ex calciatore spagnolo, di ruolo difensore.

## Carriera

### Club
Alexis si è formato nella squadra della sua città Malaga, esordendo nel campionato spagnolo nel 2003 e rimanendovi fino al 2006.
Dopo aver totalizzato più di 50 presenze in tre anni, viene ceduto al Getafe dove contribuisce all'ottimo campionato delle squadra nella Liga. Nella nuova squadra, Alexis ha rapidamente conquistato un posto da titolare e il rispetto degli addetti ai lavori. Il 14 ottobre 2006, ha segnato la sua prima rete nella Liga contro il Real Madrid. Ha anche raggiunto, con la sua squadra, la finale di Coppa del Re, per la prima volta nella sua storia. Le sue ottime prestazioni vengono notate dal Valencia e a fine stagione, decide di acquistarlo.
Contribuisce a conquistare la Coppa del Re, segnando il secondo gol del 3 a 1 finale, con cui il Valencia ha superato la sua ex squadra, il Getafe. Disputa tre buone stagioni condite spesso da infortuni, ma nonostante questo il 24 agosto 2010 viene ceduto per 5 milioni di euro al Siviglia. In Andalusia non riesce a confermarsi e vive una stagione e mezza spesso relegato in panchina. Per rilanciasi, nel gennaio del 2012 viene mandato in prestito fino a giugno alla sua ex squadra, il Getafe. Tornato a Siviglia, non totalizza presenze fino a gennaio 2013 quando viene ceduto a titolo definito al Getafe, tornando così per la terza volta nella sua ex squadra. Confermandosi uno dei punti di forza della formazione spagnola e diventandone il capitano, conquista tre importanti salvezze, totalizzando più di cento presenze. Nel gennaio del 2016 dopo tante voci, decide di accettare l'offerta importante del Beşiktaş trasferendosi così in Turchia. Esordisce dopo poche partite e segna già un gol con la sua nuova maglia, vincendo a fine stagione il campionato. Nel luglio dello stesso anno viene ceduto al Deportivo Alaves, neopromossa nella Liga, facendo ritorno così in Spagna.

## Palmarès

### Club

#### Competizioni nazionali
- Coppa di Spagna: 1

Valencia: 2007-2008
- Campionato turco: 1

Beşiktaş: 2015-2016

### Nazionale
- Campionato d'Europa Under-19: 1

2004